# Rosalía de Castro
Pour les articles homonymes, voir Castro.
 (octobre 2021).
María Rosalía Rita de Castro, connue comme Rosalía de Castro (Saint-Jacques-de-Compostelle 1837 – Padrón, 1885) est une figure fondatrice et emblématique de la littérature galicienne (es) moderne, mais aussi un mythe populaire. Elle tient une place particulière dans le panorama littéraire hispanique et en particulier comme autrice du courant romantique en Espagne, à côté de Becquer et Gertrudis Gómez de Avellaneda.  Poétesse et écrivaine en langue galicienne et en  castillan de la seconde moitié du XIXe siècle Rosalía de Castro, avec Pondal et Castelao figure au panthéon des intellectuels qui fondent l'identité nationale de la Galice moderne. 
Sa vision de la campagne galicienne, la tristesse et les douleurs de ses paysans, les fêtes et les joies, l'immigration, sont les thèmes traités dans Cantares Gallegos (1863). On dit que son œuvre a plus contribué à faire connaître le caractère galicien que tous les discours, conférences et publications. 
Elle a vécu à « La Matanza », sa maison de Padrón, qu'elle a évoquée dans ses poèmes, pendant les dernières années de sa vie. 
Rosalia de Castro est une autrice romantique. Dans l'histoire de la Galice moderne Rosalia de Castro est l'autrice par excellence du Rexurdimento (1863), le renouveau de la Galice après les siècles obscurs, et plus précisément une parmi les auteurs du provincialismo (la première étape qui au cours du XIXe siècle donnera naissance au XXe siècle au nationalisme galicien).

## Biographie
Née à Saint-Jacques-de-Compostelle (Galice - Espagne) le 24 février 1837, dans une maison qui n'existe plus, située dans la rua Nova. Elle a été baptisée avec les prénoms de Maria Rosalía Rita à l'Hôpital Royal (aujourd'hui Hostal dos Reis Católicos). Fille de mère célibataire et de père inconnu (possiblement un ecclésiastique des alentours). Voici ce qu'on avait écrit dans l'acte original de baptême : 
« En veinte y cuatro de febrero de mil ochocientos treinta y seis, María Francisca Martínez, vecina de San Juan del Campo, fue madrina de una niña que bauticé solemnemente y puse los santos óleos, llamándole MARÍA ROSALÍA RITA, hija de padres incógnitos, cuya niña llevó la madrina, y va sin número por no haber pasado a la Inclusa; y para que así conste, lo firmo.

José Vicente Varela y Montero »
Sa mère, María Teresa de Castro y Abadía, était issue d'une famille d'origine castillane mais établie en Galice depuis le Moyen Âge; le comte de Lemos parmi l'un de ses ancêtres. 
Son père, José Martínez Viojo (1798-1870) était possiblement un séminariste devenu Chapelain à la Collégiale d'Iria.
On connaît très peu des choses sur son éducation. On sait qu’à l'école elle avait montré un talent de poétesse. En outre elle aimait le dessin, la musique et la déclamation.
Elle épouse Manuel Murguía, un polygraphe, un journaliste et historien, politique galléguiste et libéral. De ce mariage va naître sa première fille, Alexandra[Selon qui ?], puis Alejandra (gl), puis suivront six autres enfants. Elle change souvent d'adresse pour suivre son mari, entre Madrid et Simancas. Sa vie n'a pas été facile et elle a dû affronter de nombreux obstacles et chagrins. Ses écrits sont profondément marqués par les circonstances de son entourage personnel, des ennuis économiques, malheurs familiaux et d'une santé précaire.  
Elle compose ses premiers vers à l'âge de 12 ans. À 17 ans elle était déjà bien connue au Licéo  de San Agustín. Son premier livre était La Fleur. 
Elle est l'autrice de cinq romans et d'un recueil poétique exceptionnel. En las orillas del Sar (1884), écrits en castillan, des vers avec une tonalité intime, d'une étrange pénétration, chargée d'une beauté nocturne. Elle écrit  aussi des essais progressistes, « Lieders » (Las literatas), pionniers du féminisme contemporain. Rosalía montre une vision ombreuse de l'existence humaine. Elle mérite d'être considérée, à côté de Gustavo Adolfo Bécquer, comme précurseur de modernité et initiatrice de la nouvelle métrique en castillan.
En langue galicienne, elle a été à l'origine de la Renaissance littéraire Rexurdimento, avec les Cantares Gallegos (1863), livre de poèmes qui renoue avec le folklore autochtone en assumant  la voix du peuple galicien. Le 17 mai, jour de sa publication, est devenu la date où l'on commémore annuellement la Journée des Lettres Galiciennes. 
Plus tard, elle a édité Follas Novas (1880), écrit aussi en galicien, son dernier livre qui contient sa manière de voir la vie, son essence vitale, recueil profond et lucide, considéré comme le chef-d'œuvre de la littérature en galicien. Dans son univers on aborde radicalement la solitude existentielle la plus intime (la saudade), mais aussi les peines et les joies de la collectivité galicienne à travers ses fêtes et ses misères, ses amours et les injustices qu'elle a subies, ses révoltes et l'émigration. Elle n'a jamais aspiré à la renommée. En fait, c'est son mari qui l'a convaincue d'éditer ses travaux.
Très admirée, elle est intégrée dans son folklore et est élevée comme modèle de protection maternelle et pure. Elle est revendiquée aussi en tant que l'intellectuelle libératrice de l'oppression de classe, de nation et de genre. Carmen Blanco, une de ses nombreuses analystes, affirme que :

« l’œuvre de Rosalía est essentiellement libre, dense, intense et radicale, propre à une créatrice profonde, intégrale et ouverte à la recherche permanente de sens qui la mène à aller toujours au-delà. »

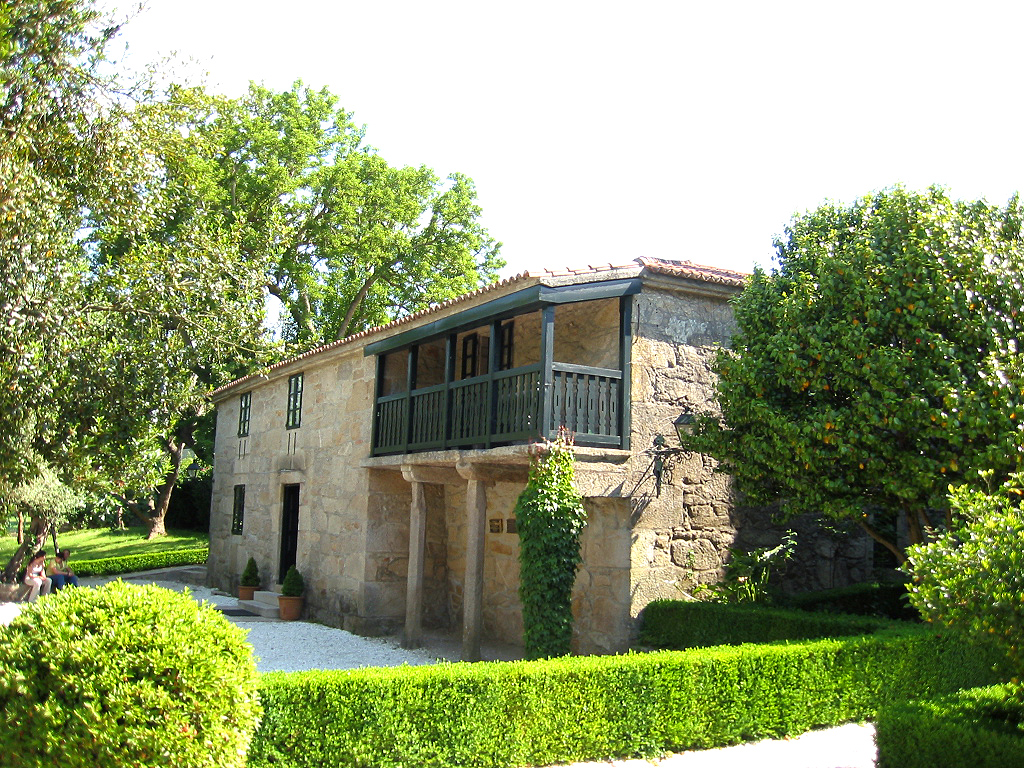
La maison-musée de Rosalía de Castro "La Matanza"

Rosalía, est morte à l'âge de 48 ans, à Padron le 15 juillet 1885 d'un cancer de l'utérus dans sa maison de La Matanza, devenue aujourd'hui un musée. Elle a été enterrée dans le même cimetière d'Adina, qu'elle chanta dans ses vers, puis ses restes furent transférés en 1891 dans l'église de San Domingos de Bonaval au Panteón de Galegos Ilustres dans le (Musée du peuple galicien), à Saint-Jacques-de-Compostelle, où reposent les galiciens illustres. 
En 1935, Federico García Lorca produira six poèmes en galicien, (le seul moment dans son œuvre où sont explicitement mentionnés Buenos Aires, la rue Esmeralda ou le Rio de la Plata, et ceci, en rapport à l'immigration galicienne), l'un d'eux s'intitule Chanson de berceau pour Rosalía, morte. Sans doute le meilleur hommage possible du poète à la poétesse.
Elle s'est toujours battue contre la maladie, souvent dans la pénurie, elle a vécu en se consacrant à ses enfants et à son mari. Tous ses enfants sont morts avant elle.
L'image de Rosalía de Castro figure dans les anciens billets de banque de 500 pesetas.

## Œuvre

### En galicien
- 1863 (poésie) Cantares gallegos
- 1880 (poésie) Follas novas

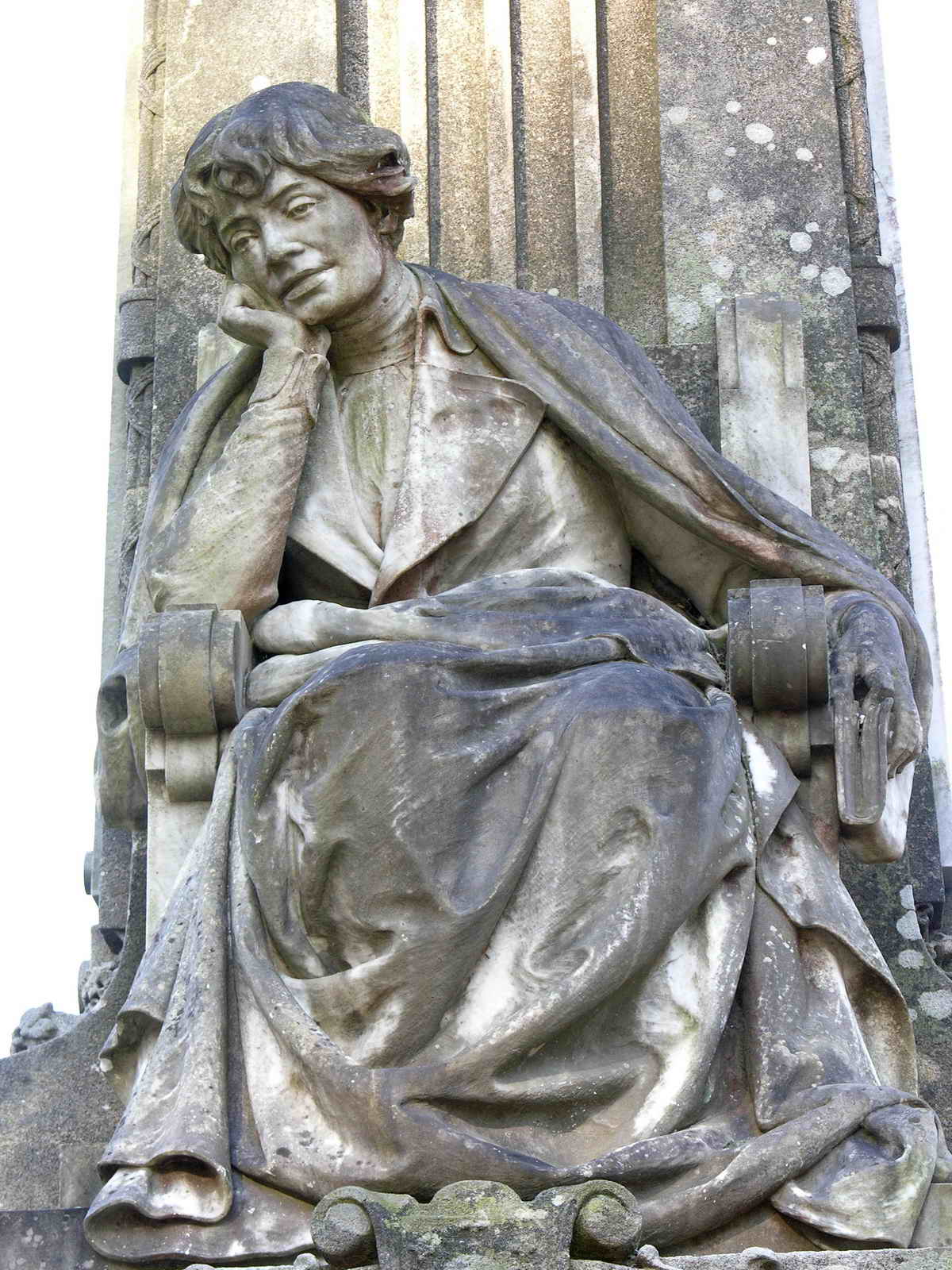
Statue de Rosalía, Promenade de la Alameda, Saint-Jacques-de-Compostelle

- 1864 (poésie)  Contos da miña terra (postérieurement divulgué sous le titre de Conto galego)

Des vers de  Follas Novas est tiré Negra Sombra, le chant le plus emblématique de la musique galicienne, œuvre composée par Xoan Montés Capon (Lugo 1840-1899) et qu'il avait ajouté à un alalá repris dans la Cruz do Inicio. Elle fut interprétée pour la première fois au Grand Théâtre de La Havane en 1892. Elle est considérée comme une des chansons les plus belles et élémentaires de la Galice, ses paroles  se fondent  avec les grandes lignes mélodiques de sorte qu'elles ne peuvent se concevoir séparément.

### En castillan
- 1857 (poésie) La Flor
- 1859 (poésie) La hija del mar
- 1861 (poésie) Flavio
- 1863 (poésie) A mi madre
- 1863 (poésie) El cadiceño
- 1866 (prose) Ruinas
- 1866 (prose) Las literatas

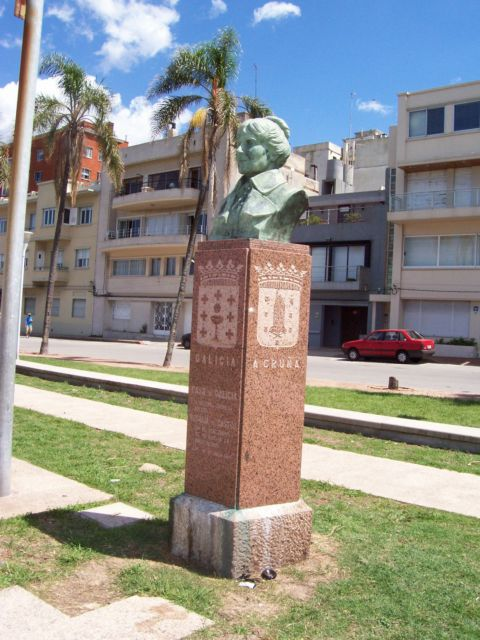
Monument à Rosalía de Castro, Plaza Galicia, à Montevideo, Uruguay

- 1867 (prose) El caballero de las botas azules
- 1881 (prose) El primer loco
- 1881 (prose) El domingo de Ramos
- 1881 (prose) Padrón y las inundaciones
- 1884 (poésie) En las orillas del Sar

## Traduction en français
- Castro, Rosalía de (1837-1885), Anthologie poétique traduit du galicien par José Carlos Gonzàlez, éd. Folle avoine, Rennes : Presses universitaires de Rennes, 2002 (35-Bedée : Impr. Folle avoine). - 117 pages, texte galicien et traduction française en regard  (ISBN 2-86810-155-0).